# عوركي ملنغ بازار
عوركي ملنغ بازار (بالفارسية: عورکی ملنگ بازار) هي قرية تقع في البلدة المركزية في إيران. يقدر عدد سكانها بـ 305 نسمة بحسب إحصاء 2016.